# モトローナ・チャプリーンシカ
モトローナ・チャプリーンシカ（ウクライナ語：Мотрона Чаплинська；ポーランド語：Motrona Czaplińska, ? - 1651年5月）は、ウクライナ貴族、ウクライナ・コサックのヘチマンであったボフダン・フメリニツキーの第2番目の妻。洗礼名はオレーナ。大草原のヘレネーと呼ばれた。

## 生涯
ブラツラウ県出身の正教を信ずる貴族の家に生まれた。幼い頃に両親をなくした彼女は、チヒルィーンのウクライナ・コサックのフメリニツキー家に雇われ、保護を受けた。モトローナは当主であったボフダン・フメリニツキーの妻ハンナ・ソムキウナと6人の子供の面倒を見ながら育った。モトローナが容姿端麗であったので、ハンナが病死すると結婚せずにフメリニツキーの恋人となった。
1647年、フメリニツキーと領土争いを繰り返していたチヒルィーン町の副長官ダニエル・チャプリンスキは、フメリニツキーの留守を狙ってその館を襲い、3男を殴り殺してモトローナを奪った。更に、昔から欲しかったモトローナを強引に自分と結婚させ、副長官の権限と、当時のウクライナを支配していたポーランドの大貴族との関係を利用してフメリニツキーを牢屋に閉じ込めた。しかし、モトローナの懇ろの願いに応えたチャプリンスキはしばらくフメリニツキーを自由にしたが、フメリニツキーはその隙に反政府の勢力の中心であったザポロージャ・コサックの要塞に走り、コサックの軍を集めて1648年のフメリニツキーの乱を起こした。
乱中にフメリニツキーが率いるコサックは政府の軍勢を負かし、モトローナが住んでいたチヒルィーンを占領した。副長官チャプリンスキは妻を逃げ捨ててポーランドに向かったが、フメリニツキーはモトローナと再会して公式に正教会堂で結婚式をあげた。しかしながら、チャプリンスキが存命中であったので、その結婚式はキリスト教の法典に違反していて、フメリニツキーの親族と側近が反発した。そこでフメリニツキーは問題を解決するために、1649年にキエフにしばらく滞在していたエルサレム総主教のパシイ一世にその結婚の正当性を認定してもらった。モトローナはフメリニツキーの愛妻であったにもかかわらず、コサックの長老とフメリニツキーの嫡男ティーミシュに嫌われ、「貴族人め」と侮辱的に呼ばれていた。結局、彼らの遺恨は彼女を殺害するに至ったのである。
1651年、フメリニツキーが出兵の間、チヒルィーンにあったコサックの軍金の部分が盗まれ、その事件の調査するためにティーミシュが任命された。ティーミシュの調べによってモトローナと彼女の愛人と見なされた軍金運営役人が犯人であると判断された。2人は裸にされ、お互いに縄で縛られたまま、絞首刑にされた。伝えによれば、愛妻の死の知らせを受けたフメリニツキーは大いに悲しみ、大事なベレステーチュコの戦いで惨敗を喫したといわれる。

## リンク
- Величко С. В. Літопис. Т. 1. / Пер. з книжної української мови, В. О. Шевчука. — К.: Дніпро, 1991.— 371 с.　（ウクライナ語）
- М. Грушевський. Історія України-Руси. Том IX. Розділ II. Стор. 20. （ウクライナ語）
- Літопис гадяцького полковника Григорія Грабянки / Пер. із староукр. — К.: Т-во «Знання» України, 1992, — 192 с. （ウクライナ語）
- Літопис Самовидця. видання підготував Я. І. Дзира. — Київ: «Наукова думка», 1971. — 208 с. — С.54. （ウクライナ語）
- ボフダン・フメリニツキーの家族// ウクライナの家族　2006年. （ウクライナ語）